# Liste der Ministerien in Litauen
Diese Liste zeigt die Ministerien in Litauen, innerhalb der Litauischen Regierung. 

## Liste der Ministerien
| Amt/Ministerium                                 | Amt/Ministerium                                               | Foto | Gründung        |
| ----------------------------------------------- | ------------------------------------------------------------- | ---- | --------------- |
| Regierungskanzlei                               | Lietuvos Respublikos Vyriausybės kanceliarija                 |      | 18. April 1990  |
| Ministerium für auswärtige Angelegenheiten      | Lietuvos Respublikos užsienio reikalų ministerija             |      | 17. Januar 1990 |
| Ministerium für Bildung, Wissenschaft und Sport | Lietuvos Respublikos švietimo ir mokslo ministerija           |      | 17. Januar 1990 |
| Energieministerium                              | Lietuvos Respublikos energetikos ministerija                  |      | 17. Januar 1990 |
| Finanzministerium                               | Lietuvos Respublikos finansų ministerija                      |      | 17. Januar 1990 |
| Gesundheitsministerium                          | Lietuvos Respublikos sveikatos apsaugos ministerija           |      | 17. Januar 1990 |
| Innenministerium                                | Lietuvos Respublikos vidaus reikalų ministerija               |      | 17. Januar 1990 |
| Justizministerium                               | Lietuvos Respublikos teisingumo ministerija                   |      | 17. Januar 1990 |
| Kulturministerium                               | Lietuvos Respublikos kultūros ministerija                     |      | 31. März 1993   |
| Landwirtschaftsministerium                      | Lietuvos Respublikos žemės ūkio ministerija                   |      | 17. Januar 1990 |
| Sozial- und Arbeitsministerium                  | Lietuvos Respublikos socialinės apsaugos ir darbo ministerija |      | 17. Januar 1990 |
| Ministerium für Verkehr und Kommunikation       | Lietuvos Respublikos susisiekimo ministerija                  |      | 17. Januar 1990 |
| Landesschutzministerium                         | Lietuvos Respublikos krašto apsaugos ministerija              |      | 13. Januar 1991 |
| Umweltministerium                               | Lietuvos Respublikos aplinkos ministerija                     |      | 31. März 1993   |
| Ministerium für Wirtschaft und Innovationen     | Lietuvos Respublikos ūkio ministerija                         |      | 17. Januar 1990 |

## Ehemalige Ministerien
- Forstministerium (Lietuvos Respublikos miškų ūkio ministerija)
- Ministerium für europäische Angelegenheiten der Republik Litauen